# 余昇
余昇（1489年—？），字德陽，大寧都司營州右屯衛（順天府薊州）軍籍，浙江開化縣人，明朝政治人物。

## 生平
正德十四年（1519年）顺天府乡试第一百十九名，嘉靖二年（1523年）癸未科会试第八十五名，三甲一百七十名進士。官至直隸無為州知州。嘉靖十六年（1537年）曾任陕西延安府延長縣知縣。

## 家族
曾祖余谷祥。祖父余諒。父余惠。母李氏。永感下。兄余昂、弟余昊。